# Podlisy
Podlisy (ukr. Підліси, Pidlisy) – wieś na Ukrainie, w obwodzie wołyńskim, w rejonie kowelskim. W 2001 roku liczyła 240 mieszkańców.